# Lucky Star (canção de Shinee)
Lucky Star é uma canção gravada pela boy band sul-coreana Shinee. Foi lançada como décimo single em japonês — vigésimo segundo no total — em 25 de junho de 2014 como seu primeiro lançamento sob a Universal Music Japan subselo da EMI Records (anteriormente Nayutawave Records).

## Antecedentes e lançamento
O single foi lançado em duas versões. A edição limitada com um DVD bônus contendo o videoclipe, um esboço da tomada do vídeo musical, um cartão de foto (1 de 6 cartões aleatórios) e uma foto livreto de 28 páginas. A edição regular com uma foto livreto de 12 páginas. O vídeo teaser da música "Lucky Star" foi lançado através do canal oficial no YouTube da Universal Music Japan em 19 de maio de 2014, e a versão curta do vídeo da música foi lançado em 30 de maio de 2014.

## Lista de faixas
| N.º            | Título         | Letras                                       | Música         | Duração |  |
| 1.             | "Lucky Star"   | Stephan Elfgren, Steven Lee, Albi Albertsson | MUSSASHI       | 3:23    |  |
| 2.             | "Bounce"       | Erik Lidbom                                  | Erik Lidbom    | 3:25    |  |
| Duração total: | Duração total: | Duração total:                               | Duração total: | 6:48    |  |

| CD (apenas a edição regular): |                             |                |         |  |
| N.º                           | Título                      | Música         | Duração |  |
| 3.                            | "Lucky Star" (Instrumental) | MUSSASHI       | 3:23    |  |
| 4.                            | "Bounce" (Instrumental)     | Erik Lidbom    | 3:25    |  |
| Duração total:                | Duração total:              | Duração total: | 13:36   |  |

| DVD (edição limitada) |                                                     |         |  |
| N.º                   | Título                                              | Duração |  |
| 1.                    | "Lucky Star" (Music Video)                          |         |  |
| 2.                    | "Lucky Star" (Jacket & Music Video Shooting Sketch) |         |  |

## Créditos
- Shinee - Vocais
  - Onew- vocais
  - Jonghyun - vocais
  - Key - vocais, rap
  - Minho - vocais, rap
  - Taemin - vocais
- Stephan Elfgren - composição
- Steven Lee - composição
- Albi Albertsson - composição
- Erik Lidbom - composição, música
- MUSSASHI - música

## Desempenho nas paradas

### Oricon chart
| Gráfico               | Melhores posições | Vendas de estreia | Vendas totais |
| --------------------- | ----------------- | ----------------- | ------------- |
| Daily Singles Chart   | 2                 | 21,301            | 35,837+       |
| Weekly Singles Chart  | 3                 | 35,837+           | 35,837+       |
| Monthly Singles Chart |                   |                   | 35,837+       |
| Yearly Singles Chart  |                   |                   | 35,837+       |